# Francia Occidentală
Francia Occidentală era teritoriul aflat sub controlul lui Carol cel Pleșuv după Tratatul de la Verdun din 843, care împărțea Imperiul Carolingian al francilor în trei părți, Francia Occidentală, Francia de Mijloc și Francia Răsăriteană. Este precursorul Franței moderne. A fost cunoscută sub diferite denumiri, precum Francia Occidentalis și Regatul Francilor Occidentali.
Era împărțită în următoarele mari fiefuri: Aquitania, Ducatul Bretania, Burgundia, Catalonia, Flandra, Gasconia, Gothia (Septimania), Île-de-France, și Comitatul Toulouse.
Începând din secolul X este singura parte a fostului Imperiu Carolingian care poartă numele de Francia, după ce partea orientală a imperiului devine cunoscută ca Germania și apoi devine Sfântul Imperiu Roman de Națiune germană. După 987, odată cu dispariția dinastiei carolingiene și instaurarea Dinastiei Capețienilor regatul devine din ce în ce mai separat de fostul Imperiu, momentul urcării pe tron al lui Hugo Capet fiind considerat momentul de formare al Regatului Franței. Originea capeținilor în regiunea Île-de-France face ca denumirea Franța (France) să fie folosită din ce în ce mai des pentru a desemna regatul, acesta utilizând această titulatură abia din 1180.